# دوغ مكديرموت
دوغ مكديرموت (بالإنجليزية: Doug McDermott)‏ مواليد 3 يناير 1992، هو لاعب كرة سلة أمريكي يلعب مع فريق شيكاغو بولز في الرابطة الوطنية لكرة السلة ويحمل الرقم 3. يبلغ طوله 6 قدم 6 بوصة (2.0 م).

## فرق لعب لها
- شيكاغو بولز

## روابط خارجية
- دوغ مكديرموت على موقع الاتحاد الدولي لكرة السلة (الإنجليزية)
- دوغ مكديرموت على موقع إن بي أي (الإنجليزية)
- دوغ مكديرموت على موقع سبورتس رفرنس (الإنجليزية)
- دوغ مكديرموت على موقع كرة السلة الأوروبية.كوم (الإنجليزية)
- دوغ مكديرموت على موقع إي إس بي إن.كوم (الإنجليزية)
- دوغ مكديرموت على موقع كلية كرة السلة في سبورتس رفرنس.كوم (الإنجليزية)
- دوغ مكديرموت على موقع ريلجم (الإنجليزية)
- دوغ مكديرموت على موقع بروبوليرز (الإنجليزية)